# Dinastia ptolemaica

Reino de Ptolemeu I Sóter
Outros diádocos
Reino de Cassandro
Reino de Lisímaco
Reino de Seleuco I Nicátor
Epiro
Outros
Cartago
Roma
Colónias gregas

A dinastia ptolemaica (ou ptolomaica) foi uma dinastia macedónia que governou o Egito de 303 a.C. a 30 a.C. Recebe a designação devido ao facto dos seus soberanos terem assumido o nome Ptolomeu (ou Ptolemeu, do grego Ptolemaios). É também conhecida como dinastia lágida em função do nome do pai do fundador da dinastia. Ptolemeu foi um dos generais de Alexandre, o Grande.
A dinastia insere-se no período helenístico, época que decorre entre a morte de Alexandre e a ascensão do Império Romano, durante a qual se assistiu à difusão da civilização grega pela bacia do mar Mediterrâneo, criando novas formas artísticas, religiosas e políticas. Embora tivesse uma origem estrangeira, a dinastia ptolemaica respeitou a cultura egípcia, revivendo alguns dos seus aspectos do passado e adotando as suas divindades.
Os faraós desta dinastia foram responsáveis por várias construções, entre as quais se destacam a cidade de Alexandria (com o seu farol e biblioteca), o templo de Hórus em Edfu e o templo de Ísis em Filas.

## Lista dos soberanos ptolemaicos
Sob a égipe dos ptolomeus, o Egito experimentou um grande progresso. Sua poderosa e ágil marinha o transformou no mais poderoso reino grego.

| Nome                                                          | Consorte                    | Reinado   | Comentários |
| ------------------------------------------------------------- | --------------------------- | --------- | --- |
| Ptolemeu I Sóter, o Salvador                                  | Berenice I                  | 305 - 285 | Foi um dos generais de Alexandre, o Grande, e foi a testemunha ocular que influenciou os relatos de Plutarco e Arriano, os historiadores mais confiáveis da Antiguidade sobre Alexandre. |
| Ptolemeu II Filadelfo, Que ama a irmã                         | Arsínoe I, Arsínoe II       | 285 - 246 | Fundador do museu de Alexandria. Casou com a sua irmã, Arsínoe II. |
| Ptolemeu III Evérgeta, o Benfeitor                            | Berenice II                 | 246 - 221 | Incorpora o reino de Cirene no Egito. Auge do poder da dinastia ptolemaica. |
| Ptolemeu IV Filópator, o Amigo do pai                         | Arsínoe III                 | 221 - 205 | Cruel e fraco, dominado pelo seu ministro Sosíbio. |
| Ptolemeu V Epifânio, o Ilustre                                | Cleópatra I                 | 205 - 180 | |
| Ptolemeu VI Filómetor, o Amigo da mãe                         | Cleópatra II                | 180 - 145 | Quando ascendeu ao trono tinha apenas cinco anos, pelo que a sua mãe Cleópatra I foi regente. |
| Ptolemeu VII Novo Filópator                                   |                             | 145       | |
| Ptolemeu VIII Evérgeta II                                     | Cleópatra II, Cleópatra III | 170 - 116 | |
| Ptolemeu IX Látiro (1º reinado)                               | Cleópatra IV, Cleópatra V   | 116 - 107 | |
| Ptolemeu X Alexandre I                                        | Cleópatra Berenice          | 107 - 88  | |
| Ptolemeu IX Látiro (2º reinado)                               |                             | 88 - 80   | |
| Ptolemeu XI Alexandre II                                      | Cleópatra Berenice          | 80        | |
| Ptolemeu XII                                                  | Cleópatra V                 | 80 - 51   | |
| Cleópatra                                                     |                             | 51 - 30   | Casou com o irmão Ptolemeu XIII com o qual reinou a partir de 51 a.C.. Retirada do poder, foi reposta em 46 a.C. graças à intervenção de Júlio César, seu amante. Após a morte de Ptolemeu XIII, casou com outro irmão, Ptolemeu XIV, rei fantoche. Com outro amante romano, Marco António tentou formar um império no Oriente, mas foi derrotada por Otaviano em 31 a.C. |
| Ptolemeu XIII                                                 |                             | 51 - 47   | |
| Ptolemeu XIV                                                  |                             | 47 - 40   | |
| Ptolemeu XV César, dito Cesarião ou Caesarion (pequeno César) |                             | 44 - 30   | Filho de Cleópatra, foi declarado co-regente aos três anos em 44 a.C.. Foi assassinado por ordem de Otaviano em 30 a.C. |